# Berta Segura
Berta Segura Berenjeno (Lérida, 6 de junio de 2003) es una deportista española que compite en atletismo, especialista en las carreras de velocidad. Ganó una medalla de plata en el Campeonato Europeo de Atletismo Sub-20 de 2021 y una medalla de bronce en el Campeonato Europeo de Atletismo Sub-23 de 2023, ambas en la prueba de 4 × 400 m.
Durante los Relevos Mundiales 2024 consiguió batir el récord de España de 4 × 400 m junto con Carmen Avilés, Eva Santidrián y Blanca Hervás. El anterior récord, uno de los más antiguos de España, databa de 1991. El mismo equipo volvió a batir su propio récord poco después en el Campeonato de Europa, donde terminaron en séptima posición. En ese campeonato hizo también su debut internacional absoluto en la prueba individual, logrando pasar a semifinales. También tomó parte por primera vez en los Juegos Olímpicos junto a sus compañeras del 4 × 400 m, sin lograr alcanzar la final.

## Competiciones internacionales
| Representando a España \| Año \| Competición \| Sede \| Puesto \| Prueba \| Marca \| \| ---- \| --------------------------- \| -------- \| ----------------- \| --------- \| ------------- \| \| 2021 \| Campeonato de Europa Sub-20 \| Tallin \| 7.º \| 400 m \| 54.93 \| \| 2021 \| Campeonato de Europa Sub-20 \| Tallin \| Medalla de plata \| 4 × 400 m \| 3:36.10 [n 1] \| \| 2022 \| Campeonato Iberoamericano \| La Nucía \| Medalla de oro \| 4 × 400 m \| 3:31.72 [n 2] \| \| 2022 \| Campeonato del Mundo Sub-20 \| Cali \| 6.ª \| 400 m \| 52.56 [n 3] \| \| 2022 \| Campeonato de Europa \| Múnich \| 8.ª \| 4 × 400 m \| 3:29.70 \| \| 2023 \| Campeonato de Europa Sub-23 \| Espoo \| 8.º \| 400 m \| 53.56 \| \| 2023 \| Campeonato de Europa Sub-23 \| Espoo \| Medalla de bronce \| 4 × 400 m \| 3:31.11 [n 2] \| \| 2024 \| Campeonato de Europa \| Múnich \| 19.ª (sf.) \| 400 m \| 52.53 [n 4] \| \| 2024 \| Campeonato de Europa \| Múnich \| 7.ª \| 4 × 400 m \| 3:26.94 [n 5] \| \| 2024 \| Juegos Olímpicos \| París \| 12.ª (sf.) \| 4 × 400 m \| 3:28.29 \| \| 2025 \| Campeonato de Europa Sub-23 \| Bergen \| 15.ª (sf.) \| 400 m \| 54.16 \| \| 2025 \| Campeonato de Europa Sub-23 \| Bergen \| Medalla de plata \| 4 × 400 m \| 3:28.06 [n 2] \| | Representando a España \| Año \| Competición \| Sede \| Puesto \| Prueba \| Marca \| \| ---- \| --------------------------- \| -------- \| ----------------- \| --------- \| ------------- \| \| 2021 \| Campeonato de Europa Sub-20 \| Tallin \| 7.º \| 400 m \| 54.93 \| \| 2021 \| Campeonato de Europa Sub-20 \| Tallin \| Medalla de plata \| 4 × 400 m \| 3:36.10 [n 1] \| \| 2022 \| Campeonato Iberoamericano \| La Nucía \| Medalla de oro \| 4 × 400 m \| 3:31.72 [n 2] \| \| 2022 \| Campeonato del Mundo Sub-20 \| Cali \| 6.ª \| 400 m \| 52.56 [n 3] \| \| 2022 \| Campeonato de Europa \| Múnich \| 8.ª \| 4 × 400 m \| 3:29.70 \| \| 2023 \| Campeonato de Europa Sub-23 \| Espoo \| 8.º \| 400 m \| 53.56 \| \| 2023 \| Campeonato de Europa Sub-23 \| Espoo \| Medalla de bronce \| 4 × 400 m \| 3:31.11 [n 2] \| \| 2024 \| Campeonato de Europa \| Múnich \| 19.ª (sf.) \| 400 m \| 52.53 [n 4] \| \| 2024 \| Campeonato de Europa \| Múnich \| 7.ª \| 4 × 400 m \| 3:26.94 [n 5] \| \| 2024 \| Juegos Olímpicos \| París \| 12.ª (sf.) \| 4 × 400 m \| 3:28.29 \| \| 2025 \| Campeonato de Europa Sub-23 \| Bergen \| 15.ª (sf.) \| 400 m \| 54.16 \| \| 2025 \| Campeonato de Europa Sub-23 \| Bergen \| Medalla de plata \| 4 × 400 m \| 3:28.06 [n 2] \| | Representando a España \| Año \| Competición \| Sede \| Puesto \| Prueba \| Marca \| \| ---- \| --------------------------- \| -------- \| ----------------- \| --------- \| ------------- \| \| 2021 \| Campeonato de Europa Sub-20 \| Tallin \| 7.º \| 400 m \| 54.93 \| \| 2021 \| Campeonato de Europa Sub-20 \| Tallin \| Medalla de plata \| 4 × 400 m \| 3:36.10 [n 1] \| \| 2022 \| Campeonato Iberoamericano \| La Nucía \| Medalla de oro \| 4 × 400 m \| 3:31.72 [n 2] \| \| 2022 \| Campeonato del Mundo Sub-20 \| Cali \| 6.ª \| 400 m \| 52.56 [n 3] \| \| 2022 \| Campeonato de Europa \| Múnich \| 8.ª \| 4 × 400 m \| 3:29.70 \| \| 2023 \| Campeonato de Europa Sub-23 \| Espoo \| 8.º \| 400 m \| 53.56 \| \| 2023 \| Campeonato de Europa Sub-23 \| Espoo \| Medalla de bronce \| 4 × 400 m \| 3:31.11 [n 2] \| \| 2024 \| Campeonato de Europa \| Múnich \| 19.ª (sf.) \| 400 m \| 52.53 [n 4] \| \| 2024 \| Campeonato de Europa \| Múnich \| 7.ª \| 4 × 400 m \| 3:26.94 [n 5] \| \| 2024 \| Juegos Olímpicos \| París \| 12.ª (sf.) \| 4 × 400 m \| 3:28.29 \| \| 2025 \| Campeonato de Europa Sub-23 \| Bergen \| 15.ª (sf.) \| 400 m \| 54.16 \| \| 2025 \| Campeonato de Europa Sub-23 \| Bergen \| Medalla de plata \| 4 × 400 m \| 3:28.06 [n 2] \| | Representando a España \| Año \| Competición \| Sede \| Puesto \| Prueba \| Marca \| \| ---- \| --------------------------- \| -------- \| ----------------- \| --------- \| ------------- \| \| 2021 \| Campeonato de Europa Sub-20 \| Tallin \| 7.º \| 400 m \| 54.93 \| \| 2021 \| Campeonato de Europa Sub-20 \| Tallin \| Medalla de plata \| 4 × 400 m \| 3:36.10 [n 1] \| \| 2022 \| Campeonato Iberoamericano \| La Nucía \| Medalla de oro \| 4 × 400 m \| 3:31.72 [n 2] \| \| 2022 \| Campeonato del Mundo Sub-20 \| Cali \| 6.ª \| 400 m \| 52.56 [n 3] \| \| 2022 \| Campeonato de Europa \| Múnich \| 8.ª \| 4 × 400 m \| 3:29.70 \| \| 2023 \| Campeonato de Europa Sub-23 \| Espoo \| 8.º \| 400 m \| 53.56 \| \| 2023 \| Campeonato de Europa Sub-23 \| Espoo \| Medalla de bronce \| 4 × 400 m \| 3:31.11 [n 2] \| \| 2024 \| Campeonato de Europa \| Múnich \| 19.ª (sf.) \| 400 m \| 52.53 [n 4] \| \| 2024 \| Campeonato de Europa \| Múnich \| 7.ª \| 4 × 400 m \| 3:26.94 [n 5] \| \| 2024 \| Juegos Olímpicos \| París \| 12.ª (sf.) \| 4 × 400 m \| 3:28.29 \| \| 2025 \| Campeonato de Europa Sub-23 \| Bergen \| 15.ª (sf.) \| 400 m \| 54.16 \| \| 2025 \| Campeonato de Europa Sub-23 \| Bergen \| Medalla de plata \| 4 × 400 m \| 3:28.06 [n 2] \| | Representando a España \| Año \| Competición \| Sede \| Puesto \| Prueba \| Marca \| \| ---- \| --------------------------- \| -------- \| ----------------- \| --------- \| ------------- \| \| 2021 \| Campeonato de Europa Sub-20 \| Tallin \| 7.º \| 400 m \| 54.93 \| \| 2021 \| Campeonato de Europa Sub-20 \| Tallin \| Medalla de plata \| 4 × 400 m \| 3:36.10 [n 1] \| \| 2022 \| Campeonato Iberoamericano \| La Nucía \| Medalla de oro \| 4 × 400 m \| 3:31.72 [n 2] \| \| 2022 \| Campeonato del Mundo Sub-20 \| Cali \| 6.ª \| 400 m \| 52.56 [n 3] \| \| 2022 \| Campeonato de Europa \| Múnich \| 8.ª \| 4 × 400 m \| 3:29.70 \| \| 2023 \| Campeonato de Europa Sub-23 \| Espoo \| 8.º \| 400 m \| 53.56 \| \| 2023 \| Campeonato de Europa Sub-23 \| Espoo \| Medalla de bronce \| 4 × 400 m \| 3:31.11 [n 2] \| \| 2024 \| Campeonato de Europa \| Múnich \| 19.ª (sf.) \| 400 m \| 52.53 [n 4] \| \| 2024 \| Campeonato de Europa \| Múnich \| 7.ª \| 4 × 400 m \| 3:26.94 [n 5] \| \| 2024 \| Juegos Olímpicos \| París \| 12.ª (sf.) \| 4 × 400 m \| 3:28.29 \| \| 2025 \| Campeonato de Europa Sub-23 \| Bergen \| 15.ª (sf.) \| 400 m \| 54.16 \| \| 2025 \| Campeonato de Europa Sub-23 \| Bergen \| Medalla de plata \| 4 × 400 m \| 3:28.06 [n 2] \| | Representando a España \| Año \| Competición \| Sede \| Puesto \| Prueba \| Marca \| \| ---- \| --------------------------- \| -------- \| ----------------- \| --------- \| ------------- \| \| 2021 \| Campeonato de Europa Sub-20 \| Tallin \| 7.º \| 400 m \| 54.93 \| \| 2021 \| Campeonato de Europa Sub-20 \| Tallin \| Medalla de plata \| 4 × 400 m \| 3:36.10 [n 1] \| \| 2022 \| Campeonato Iberoamericano \| La Nucía \| Medalla de oro \| 4 × 400 m \| 3:31.72 [n 2] \| \| 2022 \| Campeonato del Mundo Sub-20 \| Cali \| 6.ª \| 400 m \| 52.56 [n 3] \| \| 2022 \| Campeonato de Europa \| Múnich \| 8.ª \| 4 × 400 m \| 3:29.70 \| \| 2023 \| Campeonato de Europa Sub-23 \| Espoo \| 8.º \| 400 m \| 53.56 \| \| 2023 \| Campeonato de Europa Sub-23 \| Espoo \| Medalla de bronce \| 4 × 400 m \| 3:31.11 [n 2] \| \| 2024 \| Campeonato de Europa \| Múnich \| 19.ª (sf.) \| 400 m \| 52.53 [n 4] \| \| 2024 \| Campeonato de Europa \| Múnich \| 7.ª \| 4 × 400 m \| 3:26.94 [n 5] \| \| 2024 \| Juegos Olímpicos \| París \| 12.ª (sf.) \| 4 × 400 m \| 3:28.29 \| \| 2025 \| Campeonato de Europa Sub-23 \| Bergen \| 15.ª (sf.) \| 400 m \| 54.16 \| \| 2025 \| Campeonato de Europa Sub-23 \| Bergen \| Medalla de plata \| 4 × 400 m \| 3:28.06 [n 2] \| |
| Año | Competición | Sede | Puesto | Prueba | Marca |
| --- | --- | --- | --- | --- | --- |
| 2021 | Campeonato de Europa Sub-20 | Tallin | 7.º | 400 m | 54.93 |
| 2021 | Campeonato de Europa Sub-20 | Tallin | Medalla de plata | 4 × 400 m | 3:36.10 |
| 2022 | Campeonato Iberoamericano | La Nucía | Medalla de oro | 4 × 400 m | 3:31.72 |
| 2022 | Campeonato del Mundo Sub-20 | Cali | 6.ª | 400 m | 52.56 |
| 2022 | Campeonato de Europa | Múnich | 8.ª | 4 × 400 m | 3:29.70 |
| 2023 | Campeonato de Europa Sub-23 | Espoo | 8.º | 400 m | 53.56 |
| 2023 | Campeonato de Europa Sub-23 | Espoo | Medalla de bronce | 4 × 400 m | 3:31.11 |
| 2024 | Campeonato de Europa | Múnich | 19.ª (sf.) | 400 m | 52.53 |
| 2024 | Campeonato de Europa | Múnich | 7.ª | 4 × 400 m | 3:26.94 |
| 2024 | Juegos Olímpicos | París | 12.ª (sf.) | 4 × 400 m | 3:28.29 |
| 2025 | Campeonato de Europa Sub-23 | Bergen | 15.ª (sf.) | 400 m | 54.16 |
| 2025 | Campeonato de Europa Sub-23 | Bergen | Medalla de plata | 4 × 400 m | 3:28.06 |

1. 1 2  En categoría sub-20
2. 1 2 3  En categoría sub-23
3. ↑  52.50 [n 1] en series
4. ↑  51.92  en series
5. ↑  3:25.25  en series